# William Gray Purcell

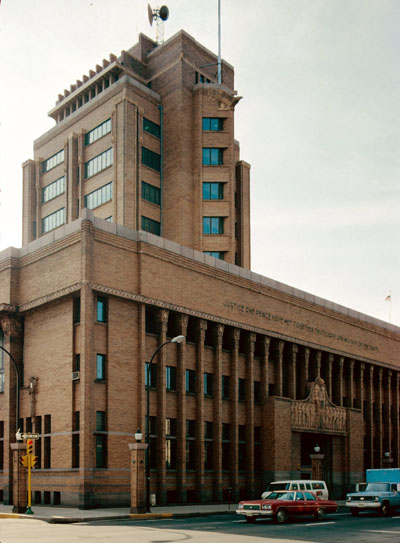
Palacio de Justicia de Woodbury County (1915), Sioux City, Iowa, con George Grant Elmslie

William Gray Purcell (Wilmette, Illinois, 2 de julio de 1880-Pasadena, California, 11 de abril de 1965) fue un arquitecto estadounidense, miembro de la Prairie School, una escuela arquitectónica basada en la arquitectura orgánica, fundada por Frank Lloyd Wright. 

## Trayectoria
Estudió en la Cornell University College of Architecture, Art, and Planning, donde se tituló en 1903. Trabajó por un corto período de tiempo con Louis Sullivan, antes de iniciar un viaje por la costa oeste estadounidense y Europa en compañía del ingeniero George Feick, con quien en 1907 formó en Chicago la sociedad Purcell & Feick. En 1909 se les añadió George Grant Elmslie, con lo que la firma pasó a ser Purcell, Feick & Elmslie. Por último, en 1913 Feick abandonó el estudio, que pasó a ser Purcell & Elmslie.
Durante el período en que colaboraron, Purcell y Elmslie elaboraron más de setenta proyectos, entre los que destacan: el Merchants Bank en Winona, Minnesota (1911); el bungalow Bradley en Woods Hole, Massachusetts (1911); el Edison Shop en Chicago (1912); la casa Purcell en Minneapolis (1913); y el Palacio de Justicia de Woodbury County en Sioux City, Iowa (1915).
Tras la disolución de la sociedad en 1922, Purcell se estableció en la costa oeste, donde se dedicó especialmente a las viviendas particulares, entre ellas su propia casa en Pasadena, California (1933, con James Van Evera Bailey).
Afectado de tuberculosis desde 1930, se retiró de la arquitectura práctica y se dedicó a la escritura, principalmente ensayos sobre arquitectura, así como artículos en la revista Northwest Architect.
En 1963 fue nombrado miembro del American Institute of Architects.